# Stazione di Den-en-chōfu
La stazione di Den-en-chōfu (田園調布駅?, Den-en-chōfu-eki) è una stazione ferroviaria di Tokyo che si trova a Ōta ed è servita dalle linee ● Tōyoko e ● Meguro.
La stazione si trova nel quartiere di Den-en-chōfu, una tranquilla zona residenziale del distretto di Ōta, nella parte sud-sudovest di Tokyo, uno dei quartieri di real estate più rinomati di tutta Tokyo, abitato anche da molte personalità famose, uomini d'affari e politici. Questo era uno dei primi distretti-giardino lungo il fiume Tama. Il design del quartiere è stato molto influenzato dalle città giardino di Ebenezer Howard.
L'edificio originario del 1920 è stato demolito al termine degli anni '80 per realizzare la nuova stazione sotterranea. Per mantenere tuttavia il legame con l'aspetto originario, è stato realizzato un edificio di stazione che ricorda il vecchio fabbricato viaggiatori e ora funge da entrata alla stazione sotterranea.

## Linee
Tōkyū Corporation
● Linea Tōkyū Tōyoko
● Linea Tōkyū Meguro

## Struttura
La stazione è costituita da quattro binari sotterranei, di cui i due esterni sono riservati alla linea Tōyoko, e i due interni alla linea Meguro.
| 1 | ● Linea Tōyoko |  | per Musashi-Kosugi, Yokohama e, via linea Minatomirai, Motomachi-Chūkagai                                                                 |
| 2 | ● Linea Meguro |  | per Musashi-Kosugi e Hiyoshi |
| 3 | ● Linea Meguro |  | per Ōokayama e, via linea Namboku, Akabane-Iwabuchi, via ferrovia Rapida di Saitama, Urawa-Misono e, via linea Mita, Nishi-Takashimadaira |
| 4 | ● Linea Tōyoko |  | per Shibuya e, via linea Fukutoshin, Ikebukuro, via linea Seibu Ikebukuro, Tokorozawa e, via linea Tōbu Tōjō, Kawagoeshi                  |

## Stazioni adiacenti
| «                                                      | Servizio           | »                  |
| Linea Tōkyū Tōyoko                                     | Linea Tōkyū Tōyoko | Linea Tōkyū Tōyoko |
| ------------------------------------------------------ | ------------------ | ------------------ |
| Jiyūgaoka                                              | Locale             | Tamagawa           |
| Jiyūgaoka                                              | Espresso           | Tamagawa           |
| L'espresso pendolari e l'espresso limitato non fermano |                    |                    |
| Linea Tōkyū Meguro                                     |                    |                    |
| Okusawa                                                | Locale             | Tamagawa           |
| Ōokayama                                               | Espresso           | Tamagawa           |